# Ral·li d'Europa Central
El Ral·li d'Europa Central, oficialment conegut com a Central Europe Rally, és un ral·li que es disputà per primera vegada dins del Campionat Mundial de Ral·lis del 2023. Es disputa íntegrament sobre asfalt i el seu recorregut transcorre per Alemanya, Àustria i Txèquia. La base del ral·li es troba a la localitat bavaresa de Passau.
El guanyador de la primera edició va ser el belga Thierry Neuville amb un Hyundai i20 N Rally1, una edició en la que el finlandès Kalle Rovanperä, al quedar segon al ral·li, es proclamà campió mundial del 2023. La temporada següent el vencedor seria l'estonià Ott Tänak, també amb un Hyundai i20 N Rally1.

## Palmarès
| Any  | Pilot            | Copilot          | Vehicle              | Camp. | Ref.  |
| ---- | ---------------- | ---------------- | -------------------- | ----- | ----- |
| 2023 | Thierry Neuville | Martijn Wydaeghe | Hyundai i20 N Rally1 | WRC   | [ 2 ] |
| 2024 | Ott Tänak        | Martin Järveoja  | Hyundai i20 N Rally1 | WRC   | [ 3 ] |